# Ducula brenchleyi
Il piccione imperiale panciacastana o piccione imperiale di Brenchley (Ducula brenchleyi G. R. Gray, 1870) è un uccello della famiglia dei Columbidi diffuso nelle isole Salomone orientali.